# Niklas Jahn (Musiker)
Niklas Jahn (* 1996 in Fulda) ist ein deutscher Organist.

## Ausbildung
Niklas Jahn entstammt einem christlich geprägten Elternhaus. Er begann im Alter von acht Jahren Klavier zu spielen. Nach einem Wechsel des Klavierlehrers inspirierte dieser neue Lehrer Jahn mit elf Jahren zum Orgelspiel, wovon Letzterer sofort begeistert war. Er studierte ab 2018 Kirchenmusik an der Hochschule für Musik Mainz und an der Hochschule für Musik Freiburg. Seine Lehrer waren u. a. Gerhard Gnann, Hans-Jürgen Kaiser und Vincent Dubois.

## Berufstätigkeit
Niklas Jahn konzertierte weltweit. Er lehrt Orgelliteraturspiel und Orgelimprovisation an der Hochschule für Musik Saar. Seit Dezember 2024 ist er als Nachfolger von Samuel Kummer Organist der Frauenkirche in Dresden.

## Preise und Auszeichnungen (Auswahl)
- 2021: Finalist beim Internationalen Orgelimprovisationswettbewerb in Haarlem
- 2022: 1. Preis beim Internationalen Orgelwettbewerb in Korschenbroich
- 2023: 1. Preis beim St. Albans International Organ Competition
- 2023: 1. Preis beim International Organ Competition Musashino-Tokyo